# Pāvā (India)

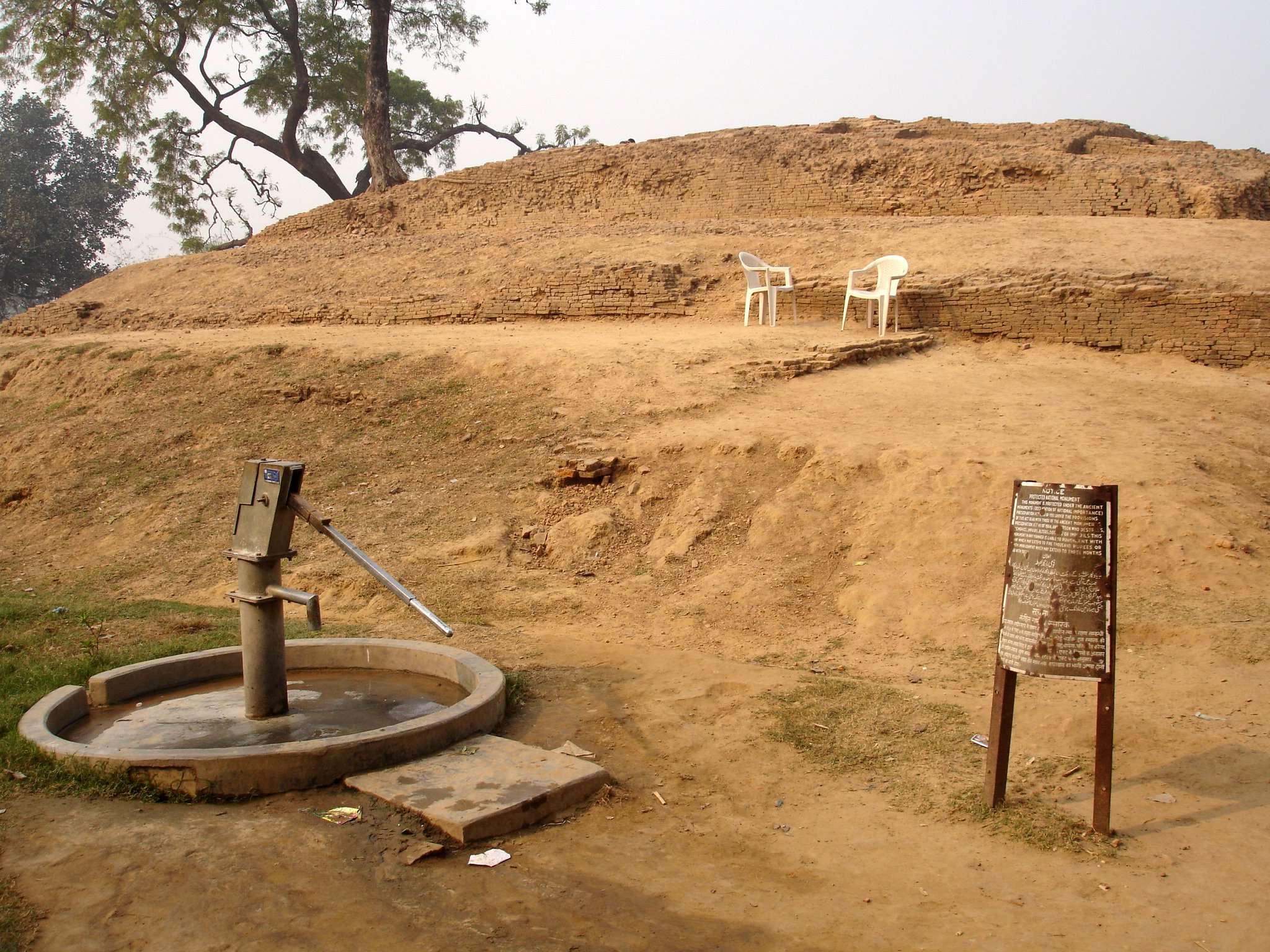
Estupa construida en el lugar donde se encontraba la casa de Cunda, en la antigua Pava (actual Fazilnagar).

Pāvā fue una importante ciudad de la tribu malla de antigua India (c. 600-200_a. C. en la época de la dinastía Haryanka de Magadha. Se encuentra a unos 20 km} al sureste de Kushinagar, en el Estado de Uttar Pradesh, actual Padrauna..

## Posibles ubicaciones
No se conoce con certeza la ubicación exacta de la antigua Pāvā. Los candidatos probables incluyen:
- un antiguo yacimiento conocido como Fazilnagar ka kot (ASI SL.# N-UP-P25) situada en la actual Fazilnagar, en el distrito de Kushinagar.[1][2][3]
- un gran montículo plano de ruinas conocido como Jharmatiya (ASI SL.# N-UP-P21), situado en la actual Chetiaon, en el distrito de Kushinagar.[4][5]

## Historia budista
Cuando el Buda llegó a sus ochenta años, sintió que su tiempo en este mundo se acercaba a su fin. En ese momento, según el Mahāparinibbānasutta (Sutra (hinduismo) 16 del Digha-nikaya), él y algunos de sus discípulos emprendieron un viaje de meses que les llevaría desde Rājagṛha pasando por Pāṭaliputta, Vesāli, Bhoganagara, y Pāvā, hasta su destino final en Kuśinagara. Fue en Pāvā donde Cunda Kammāraputta, un residente de Pāvā, invitó al grupo a una comida que incluía un alimento llamado sukaramaddava. Ésta resultaría ser la última comida de Buda, ya que poco después de consumirla sufrió una dolorosa enfermedad parecida a la disentería. Fue en esta ocasión cuando se predicó el Cunda Sutta (AN 6:46). Por aquel entonces, los mallas acababan de terminar su nueva sala de reuniones. A invitación suya, el Buda la consagró ocupándola primero y predicando después en ella. Cuando Buda terminó de hablar, uno de sus principales discípulos, Śāriputra, recitó el Saṅgīti Sutta (DN 33) a los monjes reunidos. Tras la comida, Buda cruzó el río Kakkuttha (ahora llamado río Khanua) y completó su viaje a Kushinagar. Poco después de su llegada a Kushinagar, Buda alcanzó el paranirvāṇa. Tras la cremación de Buda, los mallas de Pāvā reclamaron una parte de sus reliquias. Un brahmán llamado Drona satisfizo su reclamación, y se erigió una estupa en Pāvā sobre su parte de las reliquias.

## Historia jainista
Además de ser un centro de budistas, Pāvā fue también un centro de jainismo. El Pasādika Sutta (Digha-nikaya 29)  registra al Buda en Pāvā en el momento en que el líder de los jainistas alcanzó el parinirvana: «Una vez el Señor se alojaba entre los sakyans (en Pāvā)... en la arboleda de mangos perteneciente a la familia Vedhanna (los Samagama). En ese momento el Mahavira (o Mahāvīra, el líder de los jainistas) acababa de morir .... Y a su muerte los Niganthas (jainistas) se dividieron en dos partidos ...».